# Корвала
Корвала (рос. Корвала) — присілок Бокситогорського району Ленінградської області Росії. Входить до складу Радогощинського сільського поселення.
Населення — 13 осіб (2012 рік). 